# Lesták
Lesták görög → latin eredetű férfinév, jelentése: jó egészség, stabilitás (görög ευστάθεια [eusztátheia] = jó állapot, egyensúly, ευσταθης [eusztathesz] = stabil). A középkori Eustachius / Leustachius magyar alakja, újabb változata a Lestár. Latinos formája az Euszták.
A Lesták, mint személy- és főleg családnévként ma is viszonylag elterjedt Magyarországon, és már a középkorban is előfordult, de létezik településnévként is, egykori tulajdonosáról elnevezve. Ma mint személynév ritkább, főleg családnévként fordul elő.

## Nevezetesebb Lestákok
- Rátót nemzetségbeli Leusták (Lesták) erdélyi vajda, 1176-ban, III. Béla király idejében élt. Valószínűleg vele azonos személy lehet az I. Lesták néven említett erdélyi vajdával, akit 1182 körül a görögökkel folytatott háború idején említettek az oklevelekben.
- Kacsics nemzetségbeli Lesták, aki 1271-ben a Hont vármegyei Szalatnya birtokosa volt.
- Rátót nemzetségbeli Ilsvai (Jolsvai) Leuszták nádor (1416)
- Lesták István (de Lestakowcz) a nemesek bírája volt az egykori Varasd megyében, 1507-ből pecsétje is fennmaradt. A róla elnevezett falu Ma Horvátországban található.